# كامبوس ديل بارايسو
بلدية كامبوس ديل بارايسو (بالإسبانية: Campos del Paraíso)‏، هي إحدى بلديات مقاطعة قونكة إحدى مقاطعات إسبانيا، و التي تقع في منطقة قشتالة لا منتشا وسط البلاد, و المائلة لجهة الشرق من إسبانيا.
يبلغ عدد سكانها 920 نسمة وفقاً لإحصائية سنة (2007).